# Processievlinders
De processievlinders (Thaumetopoeinae) zijn een onderfamilie van vlinders uit de familie van de tandvlinders (Notodontidae). De onderfamilie telt een honderdtal beschreven soorten, waarvan de eikenprocessierups in Nederland en België voorkomt. In Zuid- en Midden-Europa is ook de dennenprocessierups veel aanwezig. Imagines van processievlinders lijken wat op donsvlinders (Lymantriidae). De rupsen zijn berucht om hun voor mensen irriterende brandharen. Overdag bevinden de rupsen zich in een spinsel; 's nachts verlaten zij het spinsel en volgen een draad die door de eerste rups wordt gespannen, wat de specifieke processie oplevert.
Soms worden de Thaumetopoeinae als een aparte familie, als Thaumetopoeidae, opgevat.

## Vijanden
De rupsen worden vanwege de brandharen door veel dieren gemeden maar staan op het menu van de grote poppenrover.

## Geslachten
De volgende geslachten maken deel uit van de onderfamilie Thaumetopoeinae.
- Adrallia Walker, 1865
- Aglaosoma Scott, 1864
- Anaphe Walker, 1855
- Axiocleta Turner, 1911
- Cynosarga Walker, 1865
- Epanaphe Aurivillius, 1904
- Epicoma Hübner, 1819
- Fanambana Kiriakoff & Viette, 1969
- Gazalina Walker, 1865
- Hypsoides Butler, 1882
- Mesodrepta Turner, 1924
- Nesanaphe Kiriakoff, 1969
- Ochrogaster Herrich-Schäffer, 1855
- Paradiastema Aurivillius, 1901
- Paradrallia Bethune-Baker, 1908
- Paraphlebs Aurivillius, 1921
- Pseudohypsoides Viette, 1960
- Tanystola Turner, 1922
- Thaumetopoea Hübner, 1820
- Trichiocercus Stephens, 1835